# Dom Starców i Kalek Wyznania Mojżeszowego im. Bekermanów

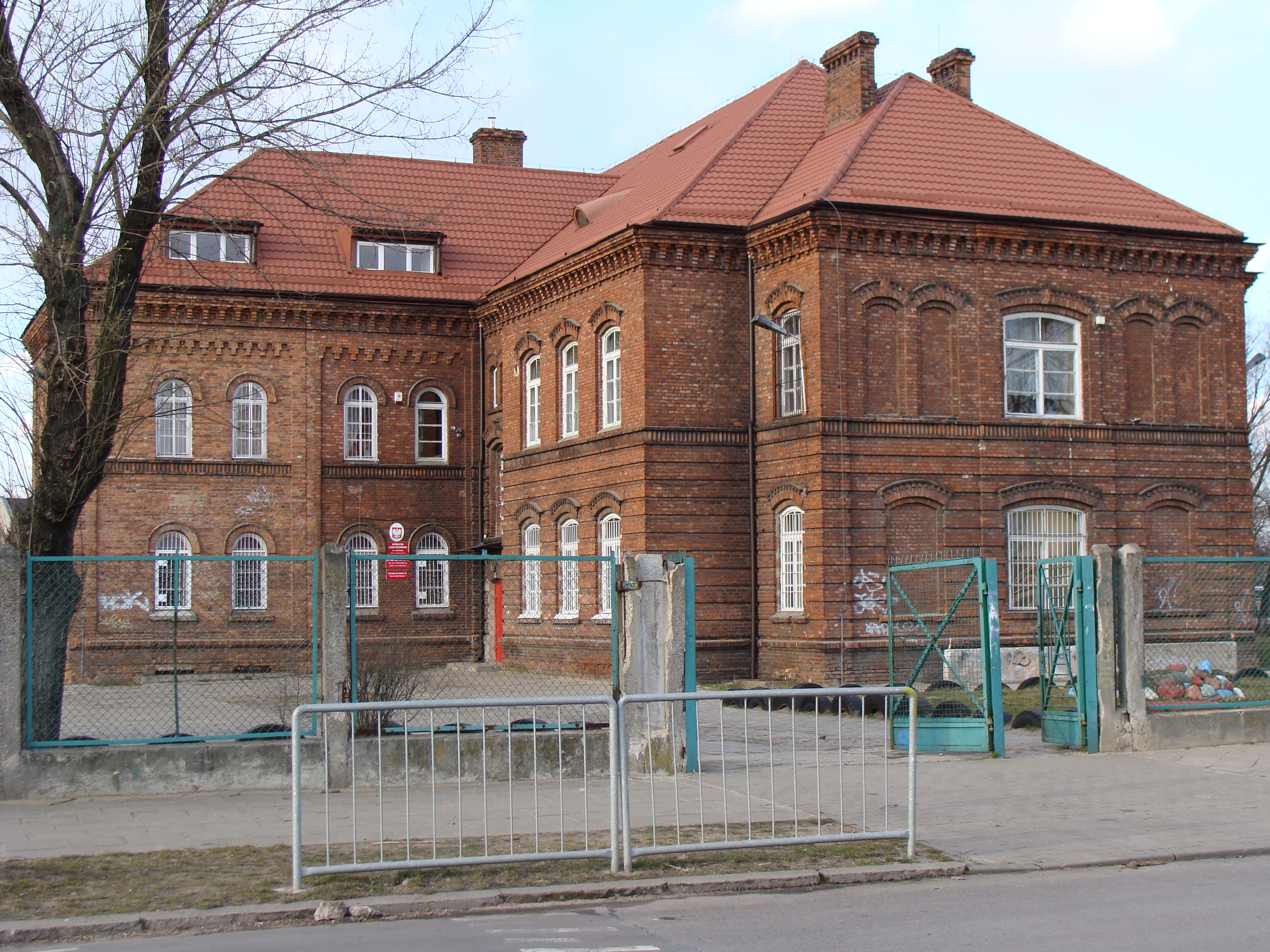
Budynek, w którym mieścił się Dom Starców i Kalek Wyznania Mojżeszowego

Dom Starców i Kalek Wyznania Mojżeszowego im. Bekermanów – instytucja opiekuńcza funkcjonująca w Radomiu w latach 1913-1942. 
Znajdowała się w dzielnicy Obozisko pod adresem Obozisko 6. Obecnie budynek dawnego Domu Starców ma adres ul. Warszawska 3. Został założony przez Rufina Beckermana, który przeznaczył na ten cel, zgodnie z wolą swoich rodziców Samuela i Sary, część środków z pozostawionego przez nich spadku. Otwarcie Domu nastąpiło 16 marca 1913. W latach I wojny światowej w budynku Domu Starców ulokowano tymczasowy szpital zakaźny dla Żydów. Szpital ten mógł jednorazowo przyjąć około 30 pacjentów. Zakończył działalność wraz z końcem wojny. Od 1925 Dom Starców dzielił pomieszczenia z Żydowskim Domem Sierot. Po wybuchu II wojny światowej i zajęciu miasta przez Niemców sytuacja Żydów drastycznie się pogorszyła. Fatalna sytuacja epidemiczna w mieście spowodowała konieczność utworzenia szpitala epidemicznego w budynku Domu Starców. Sam Dom funkcjonował w okresie istnienia getta radomskiego. Pensjonariusze zostali zgładzeni podczas likwidacji tzw. Dużego getta w połowie sierpnia 1942.
Po wojnie budynek zajmowany przez Dom Starców został wyremontowany i przekazany na cele oświatowe. W 1951 rozważano umieszczenie w nim szkoły pielęgniarskiej lecz ostatecznie w 1954 znalazła tam siedzibę Szkoła Podstawowa nr 27 im. J. Słowackiego. Obecnie w budynku znajduje się Niepubliczna Szkoła Podstawowa im. J. Słowackiego.